# Нижній Гарманець
Долни Гарманєц (словац. Dolný Harmanec) — село, громада в Банськобистрицькому окрузі, Банськобистрицький край, Словаччина. Кадастрова площа громади — 42,52 км². Станом на грудень 2015 року в селі проживало 247 осіб.

## Історія
Перша письмова згадка 1540 року.

## Населення
| Рік:            | 1994. | 2004.   | 2014.    | 2024.   |
| --------------- | ----- | ------- | -------- | ------- |
| Кількість осіб: | 187   | 204     | 246      | 264     |
| Різниця:        |       | +9,09 % | +20,58 % | +7,31 % |

| Рік:            | 2023. | 2024.   |
| --------------- | ----- | ------- |
| Кількість осіб: | 269   | 264     |
| Різниця:        |       | -1,85 % |